# 호암산
호암산(虎巖山)은 대한민국 서울특별시 금천구 시흥동에 있는 산으로 관악산 서쪽 끝 봉우리이다. 산자락에 호압사가 있어 호압산으로 착각하는 사람도 있지만 원래는 금주산 · 금지산(금천의 주산)이라고도 불렀으며 산세가 호랑이 형상을 닮았다하여 호암산이라 하였다고 전한다.

## 위치
산자락에 많은 별장이 위치하여 주민들은 별장산이라고도 부른다. 옛날에는 시지산이라고도 불렀다고 한다. 호암산 산행은 경부선 석수역과 관악역, 호압사, 시흥계곡에서 시작할 수 있다.
호암산에서 삼성산을 거쳐 관악산까지 등산도 가능하다.
호암산자락에는 불영암이라는 암자가 있으며 근처에 있는 석구상(石狗象)은 호암산성안에 있는 연못인 한우물(서울 호암산성, 사적 제343호)로부터 동북쪽 50m 지점에 있는 동물석상이다. 관악산의 화기를 누름으로써 한양에 화재가 발생하는 것을 막는다는 조선시대의 도읍설화와 연관된 해태상으로 알려져 있었으나 이 석상이 해태보다는 개의 형상에 더 가깝고, <시흥읍지> ‘형승조’에도 이를 뒷받침해줄 기록이 있는 것으로 보아 석구상인 것으로 밝혀졌다.
길이 1.7m, 폭 0.9m, 높이 1.0가량으로, 이목구비가 뚜렷하게 부각되어 있고 발과 꼬리부분 또한 잘 묘사되어 있는 등 석상기법이 세밀하고 사실적이다. 한우물 근처에서는 ‘석구지(石拘池)’라는 명문이 새겨진 석재가 발견되었는데 한우물이 석구지라 불린 것은 석구상과 연관되어 있음을 알 수 있다.
호암산 신랑각시바위 조망대 지점과 석구상 부근에서 호암산성 성벽 흔적을 볼 수 있으며 찬우물 갈림길에서 호압사 방향으로 빠지면 전망대가 있는 정상으로 올라갈수 있다. 호암산 정상은 민주동산으로도 불리며 헬기장과 국기계양대가 있다. 조금 더 내려가면 서울 강남방향 전경을 내려다 볼 수 있는 전망대가 있는데 남산 서울타워, 63빌딩, 국회의사당, 서울 상암 월드컵 경기장 등이 한눈에 보이며 관악산 정상 기상관측소와 KBS 송신소 철탑도 볼 수 있다. 정상에서 하산할 수 있는 코스중 관악구 방향 호압사 코스는 바위를 타고 내려가야 하는 구간이 있으며 등산로 경사가 매우 가파르다. 금천구 방향 불영암 한우물 코스로 내려가는 경우 안양 삼성산 방향으로 잘못 내려가지 않도록 주의해야 한다. 호암산 정상은 행정구역상 금천구가 아닌 관악구 소관에 들어가며 정상입구 지점은 서울 금천구, 관악구, 경기 안양시 (만안구) 세 지역이 만나는 곳이다.

## 전해오는 이야기
호암산에 북쪽을 향해 금방이라도 뛰어갈 듯한 호랑이 형상의 바위가 있는데, 이 호랑이가 한양을 향해 날뛰는 형상을 하고 있어 금천현(현재 금천구)의 지세가 쇠퇴하고, 금천현이 쇠퇴하면 결국 한양까지 재앙이 옮겨올 것이라는 풍수지리설에 의해 조선 태조는 이 바위 북쪽에 활에 해당하는 궁교(弓橋)와 사자에 해당하는 사자암을 지어서 호랑이를 날뛰지 못하게 하였다는 이야기가 전한다.
사자암은 관악산 줄기인 삼성산 국사봉 아래에 있는 사찰로, 1398년(태조 5) 무학대사 자초(自超 1327∼1405)가 창건하였다고 전해진다. 사자암이 있는 삼성산과 인근의 호암산은 산의 형세가 북으로 내달리는 호랑이 형국이라 풍수상 조선의 수도 한성에 좋지 않았다. 무학대사는 그 기세를 막기 위해 사자 형상을 띤 국사봉 아래에 사자암(獅子菴)을 세웠고, 호암산에는 호랑이를 제압한다는 의미를 지닌 호압사(虎壓寺)를 세웠다 한다.

## 주변환경
호암길은 이 길이 통하는 관악산의 지봉인 호암산(虎岩山)에서 유래되었다. 호암길은 관악구 신림동 신림로에서 산복터널을 거쳐 금천구 시흥동 시계에 이르는 폭 20m, 길이 5,000m의 4차선 도로이다. 이 길은 1993년 7월 23일 이름 붙여진 호압사옆의 호압산길에서 비롯되었다. 호압산길은 2000년 6월 16일 호암산의 측면 도로이므로 ‘호암’의 명칭을 사용하되, 등산로를 연상하게 되는 ‘산’자를 빼고 호암길로 변경하였다.

## 같이 보기
- 관악산
- 삼성산
- 호압사
- 호암산성